# Брајнигерберг
Брајнигерберг је једно од 17 насеља која припадају граду Штолбергу у округу Ахен, у немачкој покрајини Северна Рајна-Вестфалија. Близу је парка природе „Нордајфел“, шумског подручја у Немачкој, Белгији и Холандији. Према попису из 2005. године насеље има 971 становника.
Државни пут Л12 повезује Брајнигерберг са Брајнигом на западу и са укрштањем „Nachtigällchen“ близу Маусбаха на истоку. У околини су били рудници месинга, који датирају још од римског времена, а данас се више не искориштавају већ су саставни део парка природе.
Међу главне знаменитости Брајнигерберга спада и сајам, који се одржава недељу дана након Духова.